# Козлівка (Конотопський район)
Козлі́вка —  село в Україні, у Новослобідській сільській громаді Конотопського району Сумської області. Населення становить 52 осіб. До 2017 орган місцевого самоврядування — Червоноозерська сільська рада.

## Географія
Село Козлівка знаходиться на правому березі річки Сейм, вище за течією на відстані 3 км розташоване село Сонцеве, нижче за течією на відстані 2,5 км розташоване село Чаплищі, на протилежному березі - село Піски. Річка в цьому місці звивиста, утворює лимани, стариці і заболочені озера. Навколо села багато іригаційних каналів.
Селом протікає річка Горн, права притока Сейму.

## Історія
12 червня 2020 року, відповідно до розпорядження Кабінету Міністрів України № 723-р «Про визначення адміністративних центрів та затвердження територій територіальних громад Сумської області», село увійшло до складу Новослобідської сільської громади.
19 липня 2020 року, в результаті адміністративно-територіальної реформи та ліквідації Путивльського району, увійшло до складу новоутвореного Конотопського району.